# معركة هرمانشتاد
معركة هرمانشتاد وتُعرف كذلك بمعركة سيبيو أو معركة سيبين، هي معركة قامت بين جيش المملكة المجرية والدولة العثمانية في مارس 18 و 22 مارس 1442م قريبًا من سينتيمبرو وسيبيو،  في الأردل (ترانسلڤانيا) برومانيا الحالية. كان الجيش العثماني تحت قيادة مزيد بك (بالتركية: Mezid Bey)، وكانت القوات المجرية بقيادة القائد العسكري المجري يوحنا هونياد. كانت هيرمانشتات هي الانتصار الثالث لهونياد على العثمانيين بعد تحرير سمندرية في عام 1437م، وهزيمة إسحاق بك في منتصف الطريق بين سمندرية وبلغراد في عام 1441م.

## في التاريخ العثماني
كتب المؤرخ العثماني عروچ باي، من القرن الخامس عشر، عن هذه المعركة في عمله: "تاريخ عروچ باي":
ثم جلس السلطان مراد خان في أدرنة، وأعطى أمر إلى أمير التخوم (الحدود) مزيد بك بالإغارة على (مملكة) المجر (اسمها القدبم عند العثمانيين: Üngürüs وهي تحريف لاسمها: هنغاريا). 
كان مزيد بك يثق بنفسه كثيرًا. عبر أراضي الأفلاق (Eflak Eli) بجنوده دون أن يهتم بالمجر، وسمح للفرسان المُغيرين (فرسان الآقنجية) بالانتشار في كل مكان. لكن مزيد بك بقي في مكان واحد وحيدًا.
في ذلك الوقت، وصل جيش المجر. كان هناك كافر يُدعى يانكو (يوحنا هونياد). وكان قد كان مع علي بك ابن إفرينوس بك (بالتركية: Evrenosoğlu Ali Bey). تعلم كل حيل الحرب التركية. ثم فر من عند علي بك وانضم إلى ملك المجر، وأصبح قائدًا في جيشه.
هذا يانكو الملعون وجد مزيد بك وحيدًا وانقض عليه فجأة. قاتل مزيد بك مع رجاله، لكن في النهاية سقط شهيدًا هناك. كما استشهد عدد كبير من رجال الطواشية (Tovacı'lar)، وانتهت الغارة بالفشل، وتشتت جيشنا في سنة 845 هـ (1441-1442م).
- الطواشية: هم الرجال الذين ينظمون وحدات الجيش في المعركة وينقلون الرسائل بينهم وبين السلطان، وهم بالأصل ليسوا جنودا محاربين، ولكن إقطاعيين عثمانيين.

## أنظر أيضا
- معركة واساغ.